# (8925) Boattini
(8925) Boattini est un astéroïde de la ceinture principale découvert le 4 décembre 1996 par les astronomes italiens Maura Tombelli et Ulisse Munari à Cima Ekar.
Il est nommé en l'honneur de l'astronome italien Andrea Boattini.